# Coilodes ovalis
Coilodes ovalis är en skalbaggsart som beskrevs av Robinson 1948. Coilodes ovalis ingår i släktet Coilodes och familjen Hybosoridae. Inga underarter finns listade i Catalogue of Life.